# Landesausschuss der Ärzte und Krankenkassen
Die Kassenärztlichen Vereinigungen beziehungsweise die Kassenzahnärztlichen Vereinigungen bilden jeweils mit den Landesverbänden der Krankenkassen sowie den Ersatzkassen für den Bereich jedes Bundeslandes einen Landesausschuss der Ärzte und Krankenkassen und einen Landesausschuss der Zahnärzte und Krankenkassen. Rechtsgrundlage ist § 90 SGB V.
Die Ersatzkassen können diese Aufgabe auf eine im Bezirk der Kassenärztlichen Vereinigung von den Ersatzkassen gebildete Arbeitsgemeinschaft, zum Beispiel einen Landesverband der Ersatzkassen oder eine einzelne Ersatzkasse übertragen.

## Besetzung
Die Landesausschüsse bestehen aus einem unparteiischen Vorsitzenden, zwei weiteren unparteiischen Mitgliedern, neun Vertretern der Ärzte, drei Vertretern der Ortskrankenkassen, drei Vertretern der Ersatzkassen, je einem Vertreter der Betriebskrankenkassen und der Innungskrankenkassen sowie einem gemeinsamen Vertreter der landwirtschaftlichen Krankenkasse und der Knappschaft-Bahn-See. Über den Vorsitzenden und die zwei weiteren unparteiischen Mitglieder sowie deren Stellvertreter sollen sich die Kassen(zahn)ärztlichen Vereinigungen und die Landesverbände sowie die Ersatzkassen einigen. Kommt eine Einigung nicht zustande, werden sie durch die für die Sozialversicherung zuständige oberste Verwaltungsbehörde des Landes, meist das Landesgesundheitsministerium im Benehmen mit den Kassen(zahn)ärztlichen Vereinigungen, den Landesverbänden der Krankenkassen sowie den Ersatzkassen berufen.
Besteht in dem Bereich eines Landesausschusses ein Landesverband einer bestimmten Kassenart nicht und verringert sich dadurch die Zahl der Vertreter der Krankenkassen, verringert sich die Zahl der Ärzte entsprechend. Die Vertreter der Ärzte und ihre Stellvertreter werden von den Kassenärztlichen Vereinigungen, die Vertreter der Krankenkassen und ihre Stellvertreter werden von den Landesverbänden der Krankenkassen sowie den Ersatzkassen bestellt.
Die Mitglieder der Landesausschüsse führen ihr Amt als Ehrenamt. Sie sind an Weisungen nicht gebunden. Die beteiligten Kassenärztlichen Vereinigungen einerseits und die Verbände der Krankenkassen sowie die Ersatzkassen andererseits tragen die Kosten der Landesausschüsse je zur Hälfte.

## Aufgaben
Aufgaben des Landesausschusses sind
- Beratung des Bedarfsplans gemäß Bedarfsplanung nach  § 99 SGB V.
- Feststellung einer Über- oder Unterversorgung nach  § 103 SGB V und aus Letzterer resultierender
- Beschluss von Zulassungsbeschränkungen für Ärzte.[1]

Der § 103 SGB V, der die Anordnung von Zulassungsbeschränkungen regelt, gilt seit 1. April 2007 mit Inkrafttreten des Gesetzes zur Stärkung des Wettbewerbs in der GKV (GKV-Wettbewerbsstärkungsgesetz) nicht mehr für Zahnärzte, so ausdrücklich in Absatz 8 des § 103 SGB V. Dementsprechend wurden die Zahnärzte aus den Bedarfsplanungsregelungen für die Über- und Unterversorgung des SGB V herausgenommen. Unverändert wird jedoch die Bedarfsplanung als solche errechnet und vom Landesausschuss festgestellt.

## Rechtsaufsicht
Die Aufsicht über die Landesausschüsse führen gemäß § 87 SGB IV die für die Sozialversicherung zuständigen obersten Verwaltungsbehörden der Länder. Die §§ 88 und 89 des Vierten Buches des Sozialgesetzbuchs gelten entsprechend. Die Aufsichtsbehörde kann die Entscheidungen bei einem Rechtsverstoß innerhalb von zwei Monaten nach Vorlage beanstanden.